# Eclipsa de Lună din 1 martie 1504

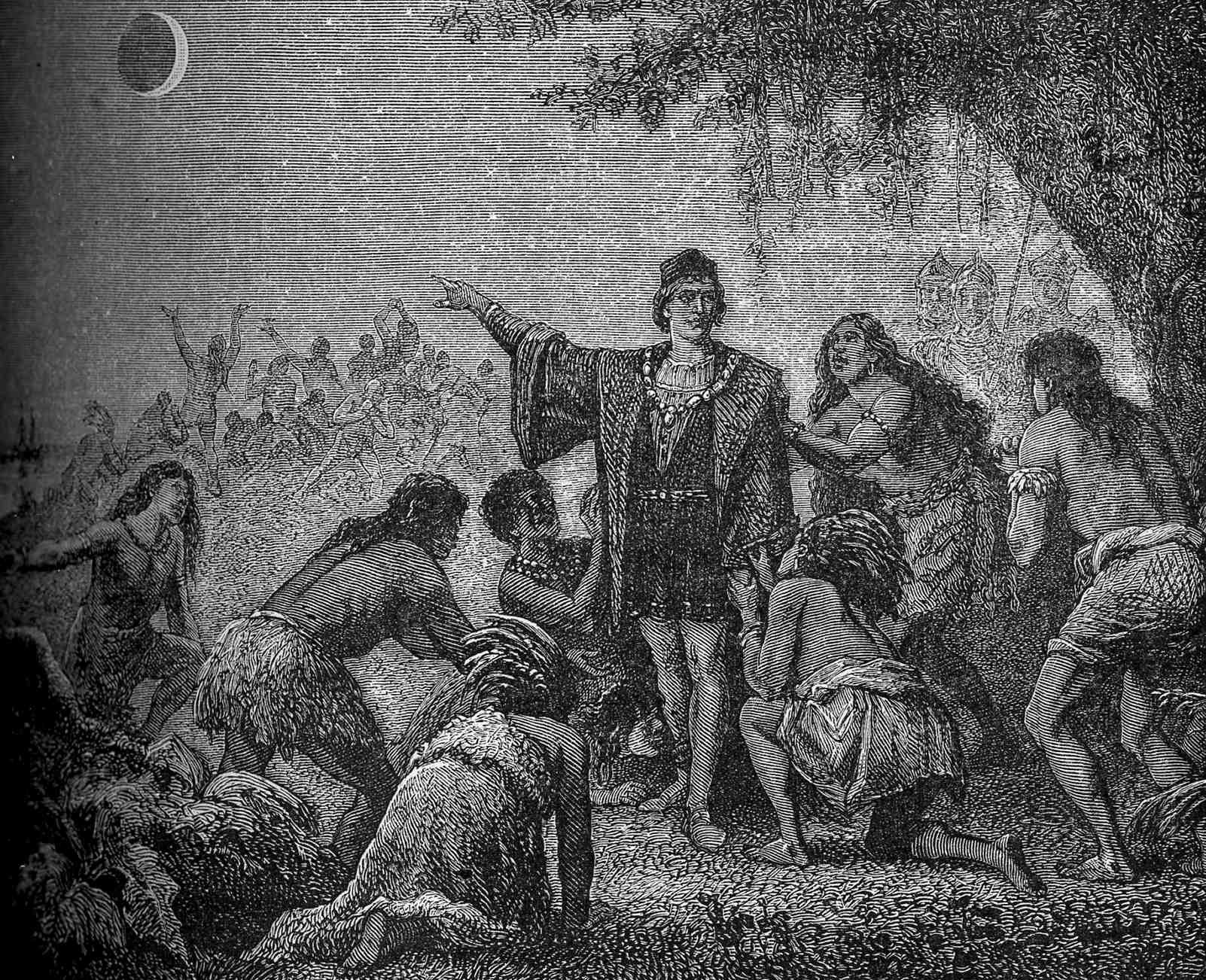
Eclipsa de Lună a Cristofor Columb

Eclipsa de Lună din 1 martie 1504  a fost o eclipsă totală de Lună, care a început să se producă, în America, îndată după apusul Soarelui din 29 februarie 1504.
Cristofor Columb, vrând ca indigenii din Jamaica să continue să-i aprovizioneze echipajul înfometat, a reușit să-i intimideze prezicând corect producerea acestei eclipse, denumită adesea, din această cauză, eclipsa lui Columb.
De la eclipsă au trecut 521 ani, 24 zile.

## Vizibilitate

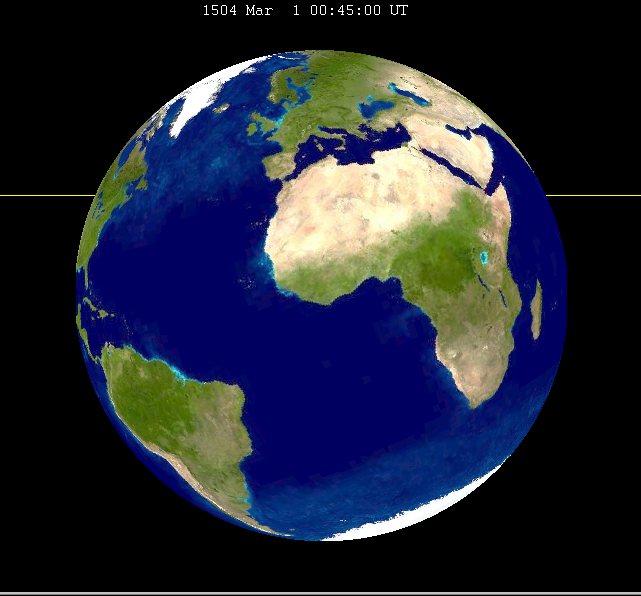
Pământul văzut de pe Lună, în momentul maximului eclipsei

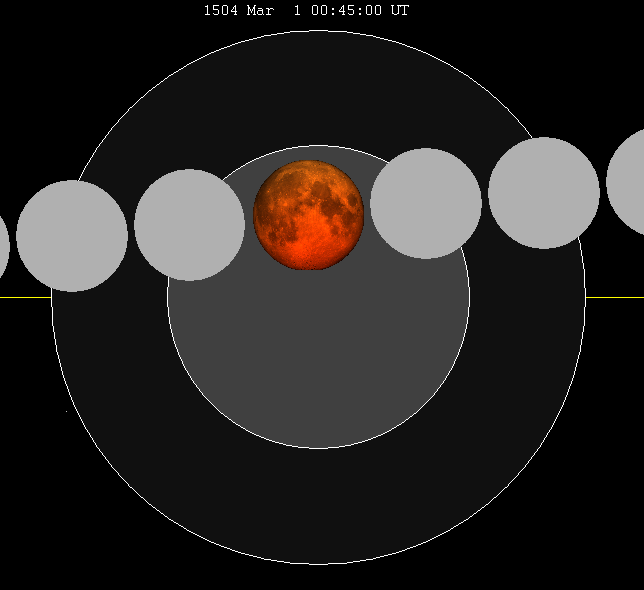
Trecerea Lunii prin umbra Pământului de la vest spre est (din dreapta spre stânga), reprezentată la intervale de o oră.

Eclipsa a fost vizibilă după apusul Soarelui din 29 februarie 1504, de pe cea mai mare parte a Americii de Nord și din toată America de Sud, din Europa și din Africa, la miezul nopții, din Orientul Apropiat și Orientul Mijlociu puțin înainte de răsăritul Soarelui din 1 martie 1504.

## «Eclipsa lui Columb»
La 30 iunie 1503, Cristofor  Columb a eșuat ultimele sale două caravele pe coastele Jamaicăi. Indigenii din insulă i-au întâmpinat pe Columb și echipajul său și i-au aprovizionat cu merinde, dar după șase luni, au încetat să-i mai aprovizioneze.

Columb avea la bord un almanah scris de Abraham Zacuto, care conținea tabele astronomice care acopereau anii 1475-1506. Consultându-le, Columb a remarcat iminenta producere a unei eclipse de Lună. A solicitat o întâlnire pentru ziua aceea cu cacique și i-a spus acestuia că zeul său s-a aprins de mânie față de tratamentul pe care populația locală îl aplica oamenilor săi; a spus că zeul său va oferi un semn clar al nemulțumirii sale, odată cu răsăritul Lunii.
Eclipsa și Luna roșiatică au apărut la timp, impresionându-i și înspâimântându-i pe băștinași. Fiul lui Columb, Ferdinand, a scris:
„cu multe strigăte și văicăreli, indigenii au venit în fuga mare de peste tot spre nave, încărcați cu provizii, rugându-l pe amiral să intervină pe lângă divinitate să nu-și reverse mânia asupra lor. ...”
Columb s-a retras în cabină pentru „a se ruga” (în realitate pentru a măsura durata eclipsei cu o clepsidră); cu puțin timp înainte de sfârșitul totalității (după 48 de minute), el i-a anunțat pe băștinașii înspăimântați că tocmai au fost iertați, ceea ce li s-a confirmat când Luna a reapărut sub înfățișarea obișnuită.

## Calculul longitudinii
Columb a fost probabil primul care a utilizat o eclipsă de Lună pentru determinarea longitudinii, o idee propusă de Hiparh. Aceste eclipse sunt vizibile în același moment de pe întreaga emisferă, însă ora solară la care se produc depinde de longitudinea locului de observație, o oră de diferență corespunzând cu 15 grade de longitudine.
Columb nu avea alt mijloc de măsurare a drumului parcurs spre vest. A utilizat eclipsa de Lună din 15 septembrie 1494, aproape de Hispaniola, și cea din 29 februarie 1504 în Jamaica, menționând în jurnal cu această ocazie că Jamaica se afla la 7 ore și 15 minute de Cádiz. Totuși, longitudinea reală a Jamaicăi corespunde unui decalaj de 4 ore și 44 minute. O eroare atât de importantă cere o explicație. D.W. Olson remarcă faptul că almanahul utilizat de Columb (fie că este al lui Regiomontanus, fie al lui Abraham Zacuto) dă ora maximului eclipsei, și presupune că exploratorul ar fi putut-o interpreta ca ora de început a eclipsei. Aceasta ar explica o eroare de 150 de minute (și prin urmare de 37 de grade de longitudine), care l-ar fi putut încuraja pe Columb să creadă că ar fi atins Asia, și nu un nou continent.